# Nemzeti állatok listája
Az alábbi lista tartalmazza az egyes országok szimbólumává választott nemzeti állatait.
| Ország                                         | Állat                                        | Latin név                            | Kép                                                                           | hivatkozás           |
| ---------------------------------------------- | -------------------------------------------- | ------------------------------------ | ----------------------------------------------------------------------------- | -------------------- |
| Afganisztán                                    | Hópárduc                                     | Panthera uncia                       |                                                                               | [ 1 ]                |
| Albánia                                        | Szirti sas                                   | Aquila chrysaetos                    |                                                                               | [ 2 ] [ 3 ]          |
| Angola                                         | Angolai turákó                               | Tauraco erythrolophus                |                                                                               | [ 4 ]                |
| Anguilla                                       | Parti gerle                                  | Zenaida aurita                       |                                                                               | [ 5 ]                |
| Antigua és Barbuda                             | Dámvad (nemzeti vadállat)                    | Dama dama                            |                                                                               | [ 6 ]                |
| Antigua és Barbuda                             | Fregattmadár (nemzeti madár)                 | Fregata magnificens                  |                                                                               | [ 6 ]                |
| Antigua és Barbuda                             | Cserepesteknős (nemzeti tengeri állat)       | Eretmochelys imbricata               |                                                                               | [ 6 ]                |
| Argentína                                      | Fazekasmadár                                 | Furnarius rufus                      |                                                                               | [ 7 ]                |
| Ausztrália                                     | Vörös óriáskenguru (nemzeti állat)           | Macropus rufus                       |                                                                               | [ 8 ]                |
| Ausztrália                                     | Emu (nemzeti madár)                          | Dromaius novaehollandiae             |                                                                               | [ 9 ]                |
| Banglades                                      | Bengáli tigris                               | Panthera tigris tigris               |                                                                               | [ 10 ]               |
| Belize                                         | Közép-amerikai tapír                         | Tapirus bairdii                      |                                                                               | [ 11 ] [ 12 ]        |
| Bhután                                         | Druk (mennydörgő sárkány)                    | Mitikus                              |                                                                               | [ 13 ]               |
| Bhután                                         | Takin                                        | Budorcas taxicolor                   |                                                                               | [ 14 ]               |
| Bolívia                                        | Andoki kondor                                | Vultur gryphus                       |                                                                               | [ 15 ]               |
| Brazília                                       | Arapapagáj                                   | Ara Macao/Ara ararauna/Ara militaris |                                                                               | [ 16 ]               |
| Costa Rica                                     | Karibi manátusz                              | Trichechus manatus                   |                                                                               | [ 17 ]               |
| Ciprus                                         | Muflon                                       | Ovis orientalis                      |                                                                               | [ 18 ]               |
| Dánia                                          | Bütykös hattyú                               | Cygnus olor                          |                                                                               | [ 19 ]               |
| Dél-afrikai Köztársaság                        | Vándorantilop (nemzeti vadállat)             | Antidorcas marsupialis               |                                                                               | [ 20 ]               |
| Dél-afrikai Köztársaság                        | Paradicsomdaru (nemzeti madár)               | Anthropoides paradiseus              |                                                                               |                      |
| Dél-afrikai Köztársaság                        | Galjoen (nemzeti hal)                        | Dichistius capensis                  |                                                                               |                      |
| Egyesült Királyság                             |                                              |                                      |                                                                               |                      |
| Buldog                                         | Canis familiaris                             |                                      | [ 21 ]                                                                        |                      |
| Bütykös hattyú (angol, kelta, ír hagyományban) | Cygnus olor                                  |                                      | [ 22 ] [ 23 ]                                                                 |                      |
| Vörös kánya (Wales)                            | Milvus milvus                                |                                      | [ 24 ]                                                                        |                      |
| Egyszarvú (Skócia)                             | Mitikus                                      |                                      | [ 16 ] [ 25 ] [ 26 ] [ 27 ] [ 28 ]                                            |                      |
| Walesi sárkány (Wales)                         | Mitikus                                      |                                      | [ 24 ] [ 29 ]                                                                 |                      |
| Egyesült Államok                               | Fehérfejű rétisas                            | (Haliaeetus leucocephalus            |                                                                               | [ 30 ] [ 31 ]        |
| Észak-Korea                                    | Csollima (szárnyas ló)                       | Mitikus                              |                                                                               | [ 32 ] [ 33 ] [ 34 ] |
| Fehéroroszország                               | Európai bölény                               | Bison bonasus                        |                                                                               | [ 11 ]               |
| Feröer                                         | Csigaforgató ("national bird")               | Haematopus ostralegus                |                                                                               | [ 35 ]               |
| Fülöp-szigetek                                 | Majomevő sas (nemzeti madár)                 | Pithecophaga jefferyi                |                                                                               | [ 36 ]               |
| Fülöp-szigetek                                 | Indiai hering (nemzeti hal)                  | Chanos chanos                        |                                                                               |                      |
| Görögország                                    | Közönséges delfin                            | Delphinus delphis                    |                                                                               | [ 37 ] [ 38 ]        |
| Hollandia                                      | Oroszlán (címerállat)                        | Panthera leo                         |                                                                               | [ 39 ]               |
| Honduras                                       | Fehérfarkú szarvas                           | Odocoileus virginianus               |                                                                               | [ 40 ]               |
| Horvátország                                   | Nyuszt                                       | Martes martes                        |                                                                               | [ 41 ] [ 42 ]        |
| India                                          | Bengáli tigris (nemzeti vadállat)            | Panthera tigris tigris               |                                                                               | [ 43 ]               |
| India                                          | Kék páva (nemzeti madár)                     | Pavo cristatus                       |                                                                               | [ 44 ]               |
| India                                          | Királykobra (nemzeti hüllő)                  | Ophiophagus hannah                   |                                                                               | [ 45 ]               |
| India                                          | Gangeszi folyamidelfin (nemzeti víziállat)   | Platanista gangetica                 |                                                                               | [ 46 ]               |
| India                                          | Hulmán (nemzeti örökség)                     | Semnopithecus                        |                                                                               | [ 46 ]               |
| India                                          | Indiai elefánt (nemzeti örökség)             | Elephas maximus indicus              |                                                                               | [ 47 ]               |
| Indonézia                                      | Komodói varánusz                             | Varanus komodoensis                  |                                                                               | [ 48 ]               |
| Indonézia                                      | Garuda                                       | Mitikus                              |                                                                               | [ 49 ]               |
| Irán                                           | Mocsári krokodil                             | Crocodylus palustris                 |                                                                               | [ 16 ]               |
| Izland                                         | Északi sólyom                                | Falco rusticolus                     |                                                                               | [ 50 ]               |
| Izrael                                         | Búbos banka                                  | Upupa epops                          |                                                                               | [ 16 ]               |
| Jamaica                                        | Piroscsőrű szalagoskolibri                   | Trochilus polytmus                   |                                                                               | [ 51 ]               |
| Kambodzsa                                      | Kouprey                                      | Bos sauveli                          |                                                                               | [ 52 ]               |
| Kanada                                         | Kanadai hód                                  | Castor canadensis                    |                                                                               | [ 53 ] [ 54 ]        |
| Kanada                                         | Kanadai ló                                   | Equus ferus caballus                 |                                                                               | [ 54 ]               |
| Katar                                          | Oryx                                         |                                      |                                                                               | [ 55 ]               |
| Kongói Demokratikus Köztársaság                | Okapi                                        | Okapia johnstoni                     |                                                                               | [ 56 ]               |
| Kuba                                           | Kubai trogon                                 | Priotelus temnurus                   |                                                                               | [ 57 ] [ 58 ]        |
| Libanon                                        | Főnix                                        | Mitikus                              |                                                                               | [ 59 ]               |
| Libanon                                        | Csíkos hiéna                                 | Hyaena hyaena                        |                                                                               | [ 59 ]               |
| Litvánia                                       | Fehér gólya                                  | Ciconia ciconia                      |                                                                               | [ 60 ]               |
| Észak-Macedónia                                | Oroszlán (címerállat)                        | Panthera leo                         |                                                                               | [ 61 ]               |
| Magyarország                                   | Turul (Kerecsensólyom)                       | Falco cherrug                        |                                                                               |                      |
| Magyarország                                   | Csodaszarvas                                 | Mitikus                              | A monda szerint ez az a szarvas ami a magyarokat elvezette a kárpátmedencébe. |                      |
| Malajzia                                       | Maláj tigris                                 | Panthera tigris jacksoni             |                                                                               | [ 62 ]               |
| Mauritius                                      | Dodó                                         | Raphus cucullatus                    |                                                                               | [ 11 ] [ 63 ] [ 64 ] |
| Mexikó                                         | Szirti sas (nemzeti madár)                   | Aquila chrysaetos                    |                                                                               | [ 65 ]               |
| Mexikó                                         | Xoloitzcuintli (nemzeti kutya)               | Canis lupus familiaris               |                                                                               | [ 65 ]               |
| Mexikó                                         | Szöcske (nemzeti rovar)                      |                                      |                                                                               | [ 65 ]               |
| Mexikó                                         | Jaguár (nemzeti vadállat)                    | Panthera onca                        |                                                                               | [ 65 ]               |
| Mexikó                                         | Kaliforniai disznódelfin (nemzeti víziállat) | Phocoena sinus                       |                                                                               | [ 65 ]               |
| Mongólia                                       | Kerecsensólyom                               | Falco cherrug                        |                                                                               | [ 66 ]               |
| Nepál                                          | Tehén                                        | Bos taurus indicus                   |                                                                               | [ 67 ]               |
| Pakisztán                                      | Pödröttszarvú kecske (nemzeti vadállat)      | Capra falconeri                      |                                                                               | [ 11 ] [ 68 ]        |
| Pakisztán                                      | Csukár (nemzeti madár)                       | Alectoris chukar                     |                                                                               | [ 68 ]               |
| Pakisztán                                      | Hópárduc (nemzeti örökség)                   | Panthera uncia                       |                                                                               | [ 69 ]               |
| Panama                                         | Hárpia                                       | Harpia harpyja                       |                                                                               | [ 11 ]               |
| Pápua Új-Guinea                                | Dugong                                       | Dugong dugon                         |                                                                               | [ 70 ]               |
| Peru                                           | Vikunya                                      | Vicugna vicugna                      |                                                                               | [ 71 ]               |
| Portugália                                     | Barcelosi kakas                              | Mitikus                              |                                                                               | [ 72 ]               |
| Saint Vincent és a Grenadine-szigetek          | Királyamazon                                 | Amazona guildingii                   |                                                                               | [ 73 ]               |
| Srí Lanka                                      | Ceyloni tyúk                                 | Gallus lafayetii                     |                                                                               | [ 74 ]               |
| Svédország                                     | Jávorszarvas                                 | Alces alces                          |                                                                               | [ 75 ]               |
| Szerbia                                        | Farkas                                       | Canis lupus lupus                    |                                                                               | [ 76 ]               |
| Szerbia                                        | Feldegg-sólyom                               | Falco biarmicus                      |                                                                               | [ 77 ]               |
| Szerbia                                        | Hiúz                                         | Lynx lynx                            |                                                                               | [ 78 ]               |
| Szomália                                       | Leopárd                                      | Panthera pardus                      |                                                                               | [ 79 ]               |
| Tanzánia                                       | Zsiráf                                       | Giraffa camelopardalis               |                                                                               | [ 80 ] [ 81 ] [ 82 ] |
| Törökország                                    | Szürke farkas                                | Canis lupus                          |                                                                               | [ 83 ] [ 84 ]        |
| Új-Zéland                                      | Kivi                                         |                                      |                                                                               | [ 85 ]               |

## Fordítás
- Ez a szócikk részben vagy egészben  a   List of national animals című angol Wikipédia-szócikk ezen változatának fordításán alapul.  Az eredeti cikk szerkesztőit annak laptörténete sorolja fel. Ez a jelzés csupán a megfogalmazás eredetét és a szerzői jogokat jelzi, nem szolgál a cikkben szereplő információk forrásmegjelöléseként.